# Bulbophyllum futile
Bulbophyllum futile là một loài phong lan thuộc chi Bulbophyllum.